# 立川主税
立川 主税（たちかわ ちから、天保11年（1840年）? - 明治36年（1903年）1月22日）は、新選組隊士（大砲方下役）。法名独眼巨海・鷹林巨海。

## 人物
天保11年（6年説あり）、筑前国宗像郡鐘崎浦（福岡藩領、現・福岡県宗像市鐘崎）の漁村に、町人喜六の息子として生まれる。風貌は「目が大きく眉が太く男らしい顔立ち」、性格は「朗らかで非常に義理堅い」と伝わる。
新選組への入隊時期は不明。新選組局長近藤勇の側近を務めていたとされる。
甲州勝沼の戦いで敗退し、下総国流山で近藤勇が新政府軍へ出頭した後は、副長土方歳三ともいったん別行動をとり、斎藤一（山口二郎）や安富才助らと共に会津へ向かう。会津戦争が勃発し、仙台へ撤退した旧幕府軍は榎本武揚艦隊と合流。土方歳三らとも合流して蝦夷地へ渡った。
箱館戦争にて土方歳三の戦死に居合わせた立川は、陸軍奉行添役安富才助より土方家への手紙を託されて箱館を脱出するも、新政府軍に捕縛される。安富の手紙は馬丁沢忠助が土方家へ届けたと言う。秋田藩預かりの身となり、明治2年（1869年）9月に青森、11月に東京兵部省へ送検され、その後は郷里福岡藩での預かりとなった。
赦免された立川は、土方歳三への追悼歌集や自筆の日記を携えて日野の佐藤彦五郎を訪ねた後、仏門に入り、元新選組隊士斎藤一諾斎の勧めで山梨県都留郡畑倉村（現・大月市）の曹洞宗岩空山威徳寺に入門。独眼巨海を名乗る。
明治8年（1875年）、同郡桂村宮下山西方寺の12代目住職、明治18年（1885年）、東山梨郡春日居村（現・山梨県笛吹市）甲陽山地蔵院の23代目住職を務めた。また、佐藤彦五郎や榎本武揚らとの交流が続いた。
明治36年（1903年）に死去。享年69と伝わるが、64ともいわれる。娘の春子が大正13年（1924年）9月、地蔵院に立川の墓を建立した。なお、箱館戦争時に土方の側近を務めていた立川は、終生その菩提を弔ったという。